# Surreal
SURREAL – siedemnasty singel Ayumi Hamasaki, wydany 27 września 2000 roku. We wrześniu również ukazał się jej trzeci album studyjny Duty. Podobnie jak jej poprzednie albumy studyjne, zajął pierwsze miejsca list przebojów i sprzedał się w ponad dwóch milionach egzemplarzy. W tym samym dniu został wydany singiel SURREAL, który także osiągnął pierwsze miejsca na listach przebojów. Sprzedano 417 210 kopii. Znalazł się na #1 miejscu w rankingu Oricon.

## Lista utworów
| Nr  | Tytuł                                          | Muzyka           | Aranżacja | Czas |
| --- | ---------------------------------------------- | ---------------- | --------- | ---- |
| 1.  | "SURREAL (Original Mix)"                       | Kazuhito Kikuchi | HΛL       | 4:44 |
| 2.  | "Duty (Eric Kupper Big Room Mix -Radio Edit-)" | Ken Harada       |           | 3:54 |
| 3.  | "SEASONS (BUMP & FLEX RADIO EDIT)"             | D・A・I          |           | 3:41 |
| 4.  | "Duty (Under Lounge club Mix)"                 | Ken Harada       |           | 5:52 |
| 5.  | "Duty (nicely nice remix)"                     | Ken Harada       |           | 4:34 |
| 6.  | "Duty (STEPPIN DUB MIX)"                       | Ken Harada       |           | 5:27 |
| 7.  | "Duty (Sky Modulation Mix)"                    | Ken Harada       |           | 8:30 |
| 8.  | "Duty (Dub's mellowtech 002 Remix)"            | Ken Harada       |           | 8:41 |
| 9.  | "Duty (GENIUS BEAT MIX)"                       | Ken Harada       |           | 5:34 |
| 10. | "SURREAL (Original Mix -Instrumental-)"        | Kazuhito Kikuchi | HΛL       | 4:42 |

## Singel wideo
13 grudnia 2000 roku SURREAL został wydany jako pierwszy album wideo na VHS i DVD przez wytwórnię Avex Trax.

### Lista utworów
DVD
| Nr | Tytuł                     | Czas |
| -- | ------------------------- | ---- |
| 1. | "SURREAL" (wideoklip)     |      |
| 2. | "album 『Duty』" (TV-CM)) |      |
| 3. | "making of SURREAL"       |      |

Wydanie VHS nie zawierało trzeciej ścieżki.

## Wystąpienia na żywo
- 23 września 2000 – CDTV All Hits – "SURREAL"
- 2 października 2000 – SMAPxSMAP Autumn Special – "SURREAL"
- 6 października 2000 – Music Station – "SURREAL"
- 8 października 2000 – CDTV – "SURREAL"
- 9 października 2000 – AX Music Factory – "SURREAL"
- 11 października 2000 – Sokuhou! Uta no Daijiten!! – "SURREAL"
- 14 października 2000 – Pop Jam – "SURREAL"
- 25 października 2000 – Hey! Hey! Hey! Music Champ – "SURREAL"
- 25 października 2000 – Music Enta – "SURREAL"
- 18 listopada 2000 – All Japan Request Awards – "SURREAL"
- 2 grudnia 2000 – Digital Dream Live – "SURREAL"
- 3 grudnia 2000 – MUSIX! – "SURREAL"
- 30 grudnia 2000 – CDTV Special – "SURREAL"
- 14 marca 2001 – Japan Gold Disc Award – "SURREAL"